# Micaela Chalmeta i Martí
Micaela Chalmeta i Martí (València?, 29 de setembre de 1863 - Nogent-sur-Marne, França, 1951), també coneguda com a Amparo Martí, va ser una cooperativista, socialista, feminista vinculada a Barcelona i Madrid.

## Biografia
Micaela Chalmeta va ser una dona activa en el món cooperatiu i socialista de la Barcelona del primer terç del segle xx, que va actuar com a fundadora de l'Agrupació Femenina Socialista de Barcelona. Es va casar amb Joan Coloma també cooperativista i va ser la mare de Joan Coloma i Chalmeta i Empar Coloma Chalmeta i l'àvia de Marina Ginestà i Coloma.
Políticament va participar activament en la propagació del socialisme, així com en mítings i conferències per tot Catalunya durant la dècada de 1920. Era a Reus el 1910, a Sitges el 1913 i a Sant Hipòlit de Voltregà el 1914, acompanyada d'Andreu Nin.
Chamelta era una dona culta, intel·lectual que coneixia l'anglès i el francès, com ho demostren les seves traduccions al castellà d'opuscles de matèries cooperativistes com ara La Cesta de la Compra d'A. Honora Enfield, presidenta de la Guilda Internacional de Cooperadores. Va participar en la direcció de La Internacional, un setmanari socialista editat a Catalunya els anys 1908 i 1909. També va ser redactora de la Guerra Social, òrgan de la Federació Socialista Catalana (FSC), que es publicà els anys 1891-1893 i 1901-1903. Amb el pseudònim d'Amparo Martí va col·laborar en altres publicacions socialistes com ara La Justicia Social, en què va publicar més de vint articles en la secció Conversaciones femenino-obreras entre 1910 i 1916 i també al setmanari madrileny Vida Socialista. Martí es manifesta a favor d'unes millors condicions laborals i denuncia l'explotació infantil a les fàbriques.
L'acció militant de Micaela Chalmeta, compromesa amb el canvi social, va contribuir a difondre un ideari coherent amb un socialisme minoritari en la Catalunya de la dècada de 1920. La seva veu en pro del feminisme era una posició poc emparada per la resta de militants del PSOE, a excepció de figures com Maria Cambrils. Chalmeta va ser la impulsora de l'Agrupació Feminista Socialista de Barcelona el 1911, a semblança de la creada a Madrid el 1906 o a Bilbao el 1904; l'objectiu central del grup era articular els interessos entre homes i dones en la lluita pel socialisme.
Al costat de Regina Lamo i Victòria Kent, Chalmeta, fou una activista representativa del cooperativisme espanyol. Juntament amb el seu company Joan Coloma, engegarà l'Economía Social de Hostafrancs i posteriorment formaria part de la Cooperativa Modelo Siglo XX en 1901. El 1932 es crea l'Agrupación Femenina de Propaganda Cooperativista, i a proposta de Chalmeta el comitè inicial es converteix en junta. Tot i la seva edat avançada, Chamelta va ser-ne vocal de la junta i va donar suport actiu assistint a actes públics i mítings en favor del cooperativisme, ja que tenia el ple convenciment en el cooperativisme com a instrument per millorar les condicions de vida de les classes populars.
La font propagandística de la Federació de Cooperatives, Acción Cooperativista, editava cada tres o quatre números un recull de Páginas Femeninas, on Chalmeta, ara ja firmant amb el seu nom original, escriu i manifesta les seves opinions respecte al cooperativisme femení. Transforma les seues idees en accions i promou la creació de grups femenins, sempre amb la premissa que les dones eren imprescindibles per l'avenç de la cooperació, i defensa la conveniència d'associació de les dones de manera autònoma en les diverses entitats per així assolir els plantejaments inicials. Per aquestes contribucions, Chalmeta, ha estat considerada, tant per la historiografia de les dones com per la del socialisme hispànic, una de les partidàries més destacades de la igualtat sexual.
Amb la Guerra Civil espanyola, segons les investigacions de Montserrat Duch, se'n perd la pista. L'última notícia que se'n té és de 1943, quan en una acta de la Junta d'Unión Territorial de Cooperativas de Consumo reunida a Barcelona es fa esment de la difícil situació econòmica de Chalmeta i de la decisió de la Junta de pagar-li unes ulleres de vista.